# マシューまさるバロン
マシューまさるバロン（1981年10月28日 - ）は、アメリカ合衆国シアトル出身のタレント。ハブ・マーシー所属。

## 経歴
アメリカ人の父親と日本人の母親をもつバイリンガル。兄は大リーグ・シアトルマリナーズのイチローの専属通訳。
2000年に来日以降、兄弟の影響もあり、タレント活動を開始する。主にナレーターから始まり、俳優・司会、バイリンガル声優、日英翻訳そして有名ミュージシャンのリリックアドバイザーなど、その才能を多岐に発揮する。英語教育系プログラムのお兄さんから、クラブMCまで行う。
モットーは「観る者聴く者を楽しく、すべてがエンターテイメント」。シアトルカラーの「緑」をパーソナルカラーとし、舞台など出演する際は緑の衣装を着用する。そのことから“グリーンマン”、もしくは“緑の人”と呼ばれる。

## 出演

### テレビ番組
- great gear（NHK WORLD）[1]- ナビゲーター
- コーパス100!で英会話（NHK教育）- メインMC
- 英語が伝わる!100のツボ（NHK教育）- ナレーター
- マンハッタンラブストーリー（TBSテレビ）- ひろし役
- 超流派（テレビ東京）- ナレーター
- 流派-R since 2001（テレビ東京）- コーナーMC(2017年4月7日 - ）
- NHK Eテレ「太田光のつぶやき英語」- つぶちゃんの声（2023年4月 - ）

### テレビドラマ
- ぼくが地球を救う（TBSテレビ）- ケペル、ピッツバーグ
- ハガネの女 season2（テレビ朝日）- 青果市場の従業員役

### テレビアニメ
- モンキーパンチ漫画活動大写真（2004年、幕末ヤンキー）
- リトル・チャロ（2008年、翔太の父）
- リトル・チャロ2（2010年、翔太の父）
- ネトゲの嫁は女の子じゃないと思った?（2016年、ゲーム音声[2]）
- 擾乱 THE PRINCESS OF SNOW AND BLOOD（2021年[2]）
- 怪人開発部の黒井津さん（2022年、システム音声[3]）
- ちいかわ（2023年、星[4]）
- アンダーニンジャ（2023年、隊長[5]、嶋田[6]）
- 真夜中ぱんチ（2024年、オーナー[6]）
- アポカリプスホテル（2025年、専門家1[5]）

### 配信アニメ
- ケンガンアシュラ（2019年 - 2023年、ジェリー・タイソン[7]） - 3シリーズ[一覧 1]
- 範馬刃牙VSケンガンアシュラ（2024年、ジェリー・タイソン[8]）

### 特撮
- ウルトラギャラクシーファイト 大いなる陰謀（2020年、ウルトラマンタイガの声〈英語吹き替え〉[9]）

### ゲーム
- PlayStation 2　紅の海1 - ナレーター
- PlayStation 2　紅の海2 - ナレーター

### Web配信番組
- オトノバロン - メインMC

### ラジオ
- ON THE PLANET（2017年4月 - 2019年3月 ※月曜パーソナリティ、JFN）[10]- ラジオDJ
- DEMPA ch.（2015年 - 、東京FM TuneIn）[11]- ラジオDJ
- Lyrics From Hits（2020年4月 - 2022年9月、JFN）

### シリーズ一覧
1. ↑  シーズン1/パート1・2（2019年）、シーズン2/パート1（2023年）

## 関連人物
- Sweep
- BACK-ON
- Sunya
- オトノ葉Entertainment